# Tony Benedict
Pour les articles homonymes, voir Benedict.
Tony Benedict est un scénariste, réalisateur et producteur.

## Filmographie

### Comme scénariste
- 1980 : Daffy Flies North (TV)
- 1967 : Bomb Voyage
- 1967 : Jet Pink
- 1968 : Cherche le phantom
- 1970 : Santa and the Three Bears
- 1978 : To Catch a Halibut
- 1978 : Cat and the Pinkstalk
- 1978 : Pinktails for Two
- 1978 : Pink Z-Z-Z
- 1979 : Fright Before Christmas (TV)
- 1979 : Bugs Bunny's Christmas Carol (TV)
- 1979 : String Along in Pink
- 1979 : Bugs Bunny's Looney Christmas Tales (TV)
- 1980 : Daffy Duck's Easter Show (TV)

### Comme réalisateur
- 1970 : Santa and the Three Bears
- 1980 : The Yolks on You (TV)

### Comme producteur
- 1970 : Santa and the Three Bears